# Hiraea klugii
Hiraea klugii är en tvåhjärtbladig växtart som beskrevs av José Cuatrecasas. Hiraea klugii ingår i släktet Hiraea och familjen Malpighiaceae. Inga underarter finns listade i Catalogue of Life.